# Ffss

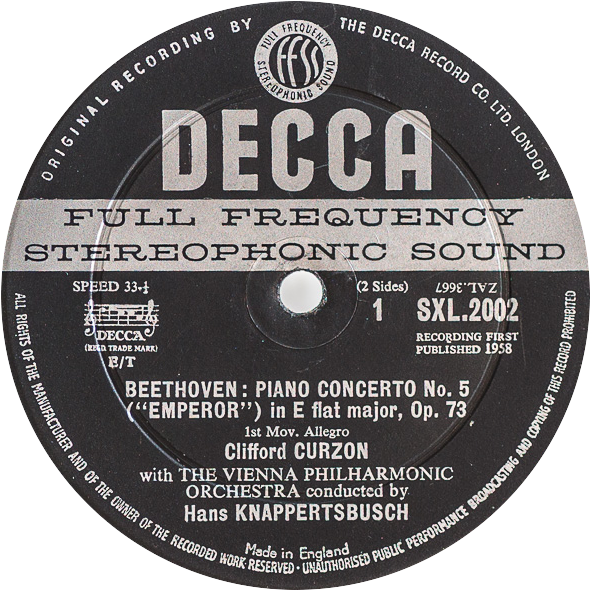
ffssの表記があるレコード・レーベル面。ベートーヴェン：ピアノ協奏曲第5番「皇帝」クリフォード・カーゾン（ピアノ）、ハンス・クナッパーツブッシュ指揮、ウィーン・フィルハーモニー管弦楽団、1957年6月10日～15日録音。

ffss（エフエフエスエス、Full Frequency Stereophonic Sound; 全周波数立体音響）は、英デッカ＝ロンドン・レコードのステレオ録音レコードのネーミングおよび登録商標。

## 概略
英デッカは、1941年頃に開発した高音質録音ffrrの技術を用いて、1945年には高音質SPを、1949年には高音質LPを発表した。その高音質の素晴らしさはあっという間に、オーディオ・マニアや音楽愛好家を虜にしてしまった。その後、1950年頃から、欧米ではテープによるステレオ録音熱が高まり、英デッカはLP・EPにて一本溝のステレオレコードを制作、発売するプロジェクトを1952年頃から立ち上げ、1953年にはディスクカッターを使った同社初のステレオ実験録音を、1954年にはテープによるステレオの実用化試験録音を開始。1958年7月に、同社初のステレオレコードを発売。その際に、高音質ステレオ録音レコードのネーミングとしてこのffssが使われた。以来、数多くの優秀なステレオ録音のレコードを発売し、「ステレオはロンドン」というイメージを決定づけた。

## 歴史
- 1952年頃 英デッカのエンジニア、アーサー・ハディーが、同社内に一本溝によるステレオレコード制作のプロジェクトを立ち上げる。
- 1953年
  - 3月 ハディーが、ステレオ録音の研究に携わったことがあるロイ・ウォーレスを英デッカに入社させる。
  - 11月4日 英デッカのハンプステッド・スタジオにて、ステレオ録音の実験を開始。録音媒体は、自社で開発した垂直-水平(V-L)方式（後にステレオ・レコードの正式規格となった45/45方式とは違う方式）によるディスク・カッターだった（マントヴァーニ楽団の演奏を録音）。
- 1954年
  - 4月 ウォーレスが6チャンネル入力、2チャンネルステレオ出力によるステレオ・ミキサー、ST2を完成させる。
  - 4月 米アンペックス社製のプロ用ステレオ・テープ・レコーダー「350 Model 1」を導入。[1]
  - 5月12日 スイスのジュネーブにあるビクトリア・ホールにて、米アンペックス社のステレオ・テープ・レコーダー(350 Model 1)を使い、エルネスト・アンセルメ指揮、スイス・ロマンド管弦楽団の演奏によるリムスキー＝コルサコフの交響曲第2番「アンタール」第1楽章のリハーサルにてステレオの試験録音を行う。アンセルメがそのプレイバックを聞き、「文句なし。まるで自分が指揮台に立っているようだ。」の一声で、翌日の実用化試験録音の開始が決定する。[2]
  - 5月13日 同上の録音場所、録音設備、演奏者、曲目により、ステレオの実用化試験録音が開始される。この日から行われた同ホールでの録音セッションは、最低でもLP3枚分の録音が同月28日まで続いた。[3]
  - 7月～8月 イタリアのローマにあるサンタ・チェチーリア国立アカデミアにおいて、歌劇のステレオ録音を開始する。[4]
  - 9月 フランスのパリにあるMaison de la Mutualiteにて、パリ音楽院管弦楽団とのステレオ録音を行う。[5]
- 1955年
  - 1月(?) ステレオ録音の増加に伴い、2代目のステレオミキサー（ST2型）を完成させる。
  - 2月 ベオグラードで歌劇のステレオ録音を行う。[6]
  - 5月16日 オーストリアのウィーンのRedoutensaalにて、同社と専属契約をしているウィーン・フィルハーモニー管弦楽団とのステレオ録音を開始（カール・ベーム指揮によるモーツァルトの歌劇「コジ・ファン・トゥッテ」）。この時、それまでウォーレスの助手をしていたジェームス・ブラウンが、正式にステレオ録音エンジニアとしてデビューする。
  - 7月 当時の西ドイツのバイロイト祝祭劇場でのバイロイト音楽祭にて、世界初のステレオによるワーグナーの楽劇「ニーベルングの指環」全4部作を録音する（ヨーゼフ・カイルベルト指揮によるが、独唱者の当時のレコード会社の契約関係の問題により発売は見送られ、2006年にようやくテスタメント社から発売される）。
  - 11月頃 ウィーンでの自社の新たな録音スタジオを、ステレオ録音に適したソフィエンザールに移行することを正式決定する（以来1986年6月まで、「ニューイヤーコンサート」のライブ録音を除き、そこは同社のウィーンでの録音スタジオとなった）。
  - 12月 英国のキングスウェイ・ホールにて、英国内での正式のステレオ録音が開始される。[7]
- 1956年
  - 春 当時の西独テルデック社と共同で、V-L方式による一本溝のステレオ・レコードのシステム開発を開始する。
  - 9月4日 同社と新たに提携関係に入った米RCAビクター向けのステレオ録音を開始（初めの録音は、ウィーンのソフィエンザールでの録音だった。[8]）。
  - 11月下旬 ロンドンを拠点とした新たなステレオ録音チームが組織される。
- 1957年
  - 2月 同社のエンジニアであるケネス・ウィルキンソンが、ロンドンを拠点としたステレオ録音チームに移動。これが後に、同社のffssレコード制作において大きな影響を与えることとなる。
  - 秋頃 米のステレオ・レコードの標準規格を決めるプレゼンテーション・デモにて、自社のV-L方式によるステレオ・レコード・システムの試作品を初めて公開する。
- 1958年
  - 1月頃 ヨーロッパや米RIAAのステレオ・レコードの規格として45/45方式を採用したのを期に、自社と西独テルデック社で共同開発したV/L方式を断念し、45/45方式の採用を決定。西独テルデック社に45/45方式のステレオ・カッターを注文する。
  - 春頃 西独テルデック社から、注文した45/45方式のステレオ・カッターが納入される。
  - 7月　ステレオ・レコードの標準規格となった45/45方式によるステレオ・レコードの発売を英米にて開始[9]。ffssをキャッチ・フレーズとして、自社のステレオ録音の優秀性をアピールする。また、ステレオ・レコードのカッティングに於いては、世界初のハーフ・スピード・カッティングを行った（1968年のノイマン社のSX-68の導入以前まで続けられた）。
  - 9月24日　ウィーンのソフィエンザールにて、ゲオルク・ショルティ指揮、ウィーン・フィル他によるワーグナーの楽劇「ニーベルングの指輪」全4部作のスタジオ録音を開始する。最初の録音は「ラインの黄金」。1965年に「ワルキューレ」を最後に全曲録音を完了する。
- 1959年
  - 2月28日 日本のキングレコードから、英デッカ＝ロンドンのffssレコードが初めて発売される。いずれも日本の音楽、オーディオ雑誌等から高い評価を得た。いずれも原盤を所有する英デッカの輸入メタル原盤からプレスされた。[10]
  - 秋頃 前記のウィーンでの録音による「ラインの黄金」（レコード番号:SXL-2001～3）が発売され、ffssの素晴らしいステレオ録音の名声を完全に決定づけた。